# مجلس الأبحاث البريطانية في بلاد الشام
مجلس الأبحاث البريطانية في بلاد الشام (بالإنجليزية: The Council for British Research in the Levant أو اختصارًا CBRL) هو مركز أبحاث أثري غير ربحي، وأحد المعاهد البريطانيّة الدوليّة الثمانية التي تدعمها الأكاديمية البريطانية التي يقع مقرّها في لندن، المملكة المتحدة.
تقع مقرّات المجلس في منطقة الشرق الأوسط في كل من القدس وعمّان.

## تاريخ
تأسس المجلس عام 1998 باتحاد مركزين في منطقة بلاد الشام: المعهد البريطاني في عمّان (المؤسَس عام 1975)، والمركز البريطاني للآثار في القدس - كينيون (المؤسَس عام 1919). كما تم تعليق خطط افتتاح مقر للمركز في دمشق بسبب الحرب الأهليّة السوريّة المستمرّة.

## عمل المركز
يهدف المجلس إلى تيسير عمل المشاريع الدراسيّة والبحثيّة للدارسين والباحثين المرتبطين به سواء عن طريق الزمالة أو المبتعثين مع المعهد أو لمن هم أعضاء من المشتركين بعضويّة مجلس الأبحاث البريطانيّة في بلاد الشام والقادمين للأردن من المملكة المتحدة وغيرها من البلدان، وذلك لأغراض البحث والدراسة وإنجاز المشاريع المختلفة في مجالات الآثار والتراث والعلوم الاجتماعيّة والإنسانيّة عمومًا.

## الإصدارات
بلاد الشام
تُعتَبر دوريّة بلاد الشام (ISSN 1756-3801) دوريّة أكاديميّة للبحوث الأثريّة في بلاد الشام، تم نشرها لأول مرة في عام 1969 من قبل المدرسة البريطانيّة للآثار في القدس، ولاحقًا من قبل مجلس الأبحاث البريطانيّة في بلاد الشام. يتم نشرها حاليًا بواسطة دار ماني للنشر بثلاثة أعداد سنويًا. نشر مجلس الأبحاث البريطانيّة في بلاد الشام منذ عام 2004 أيضًا دراسات بحثيّة باسم «سلسلة بلاد الشام التكميليّة».
بلاد الشام المعاصرة
أطلق مجلس الأبحاث البريطانيّة في بلاد الشام في عام 2016 مجلة بحثيّة ثانية بعنوان بلاد الشام المعاصرة (ISSN 2058-184X)، تغطي الأبحاث حول السياسة المعاصرة والمجتمع والثقافة في بلاد الشام.
نشرة مجلس الأبحاث البريطانية في بلاد الشام
يُصدر مجلس الأبحاث البريطانيّة في بلاد الشام أيضًا نشرة سنويّة (ISSN 1752-7279) كوثيقة تسجّل له، والتي تحتوي أيضًا على تقارير حول الأبحاث التي رعاها المجلس في العام السابق والتي تستهدف القرّاء بشكل عام. كانت النشرة تُعرف سابقًا باسم «نشرة مجلس الأبحاث البريطانية في بلاد الشام الإخبارية».

## فهرس مشروع (مديح) الرقمي
شارك المجلس عام 2019، بالتعاون مع مختبرات جامعة كينغز الرقمية، والجامعة الهاشمية، ودائرة الآثار العامة، والجمعية الأردنية للمصدر المفتوح، ومشروع الآثار المهددة في الشرق الأوسط وشمال أفريقيا وبتمويل من مجلس الأبحاث البریطاني للآداب والعلوم الإنسانیة/ صندوق نیوتن - خالدي، في إنشاء مشروع فهرس «مديح» الرقمي المعني بالتراث الثقافي في الأردن. يُعتبر هذا المشروع منصّة تشاركيّة لقواعد بيانات تضم معلومات عن الإرث الثقافي الأردني، تم جمعها وحصرها خلال مدة سنتين، ومن المفترض أن تكون الأساس والنواة لفهرس وطني شامل لهذا الإرث.

## وصلات خارجية
- الموقع الرسمي